# Mechanicsburg (Pennsilvània)
Mechanicsburg és una població dels Estats Units a l'estat de Pennsilvània. Segons el cens del 2007 tenia 8.783 habitants.

## Demografia
Segons el cens del 2000, Mechanicsburg tenia 9.042 habitants, 4.023 habitatges, i 2.466 famílies. La densitat de població era de 1.347,9 habitants/km².
Dels 4.023 habitatges en un 25,8% hi vivien nens de menys de 18 anys, en un 49,1% hi vivien parelles casades, en un 8,8% dones solteres, i en un 38,7% no eren unitats familiars. En el 32,8% dels habitatges hi vivien persones soles el 10,3% de les quals corresponia a persones de 65 anys o més que vivien soles. El nombre mitjà de persones vivint en cada habitatge era de 2,23 i el nombre mitjà de persones que vivien en cada família era de 2,85.
Per edats la població es repartia de la següent manera: un 21,5% tenia menys de 18 anys, un 7,3% entre 18 i 24, un 30,8% entre 25 i 44, un 24,6% de 45 a 60 i un 15,8% 65 anys o més.
L'edat mediana era de 39 anys. Per cada 100 dones de 18 o més anys hi havia 86,7 homes.
La renda mediana per habitatge era de 45.200 $ i la renda mediana per família de 54.228 $. Els homes tenien una renda mediana de 37.130 $ mentre que les dones 27.940 $. La renda per capita de la població era de 22.812 $. Entorn del 2,4% de les famílies i el 4,2% de la població estaven per davall del llindar de pobresa.

## Poblacions més properes
El següent diagrama mostra les poblacions més properes.